# Encelia farinosa
Encelia farinosa, o incienso, es una planta de la familia de las asteráceas. Se le llama incienso porque los colonizadores españoles de las misiones utilizaban sus tallos secos como incienso. 

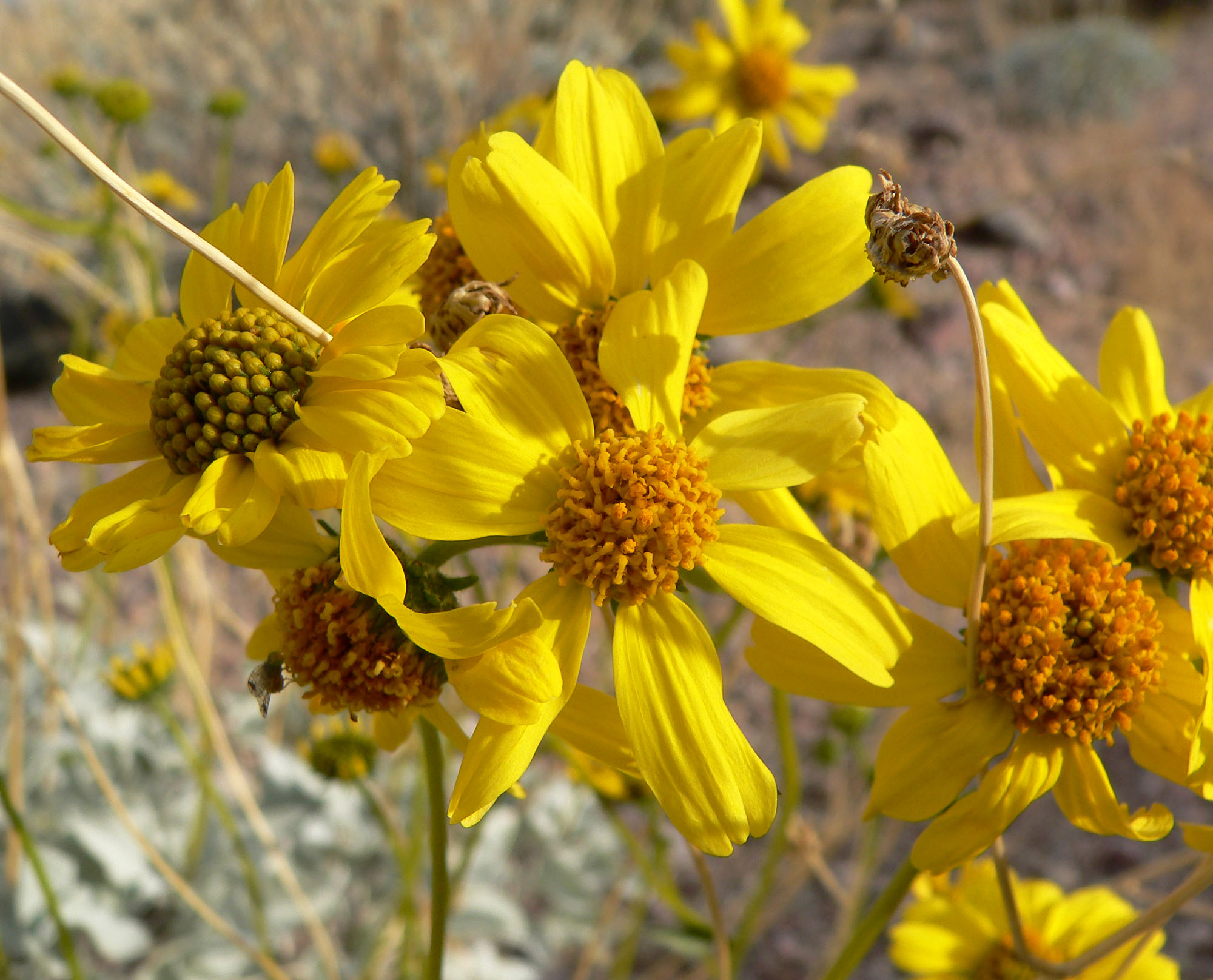
Detalle de la inflorescencia

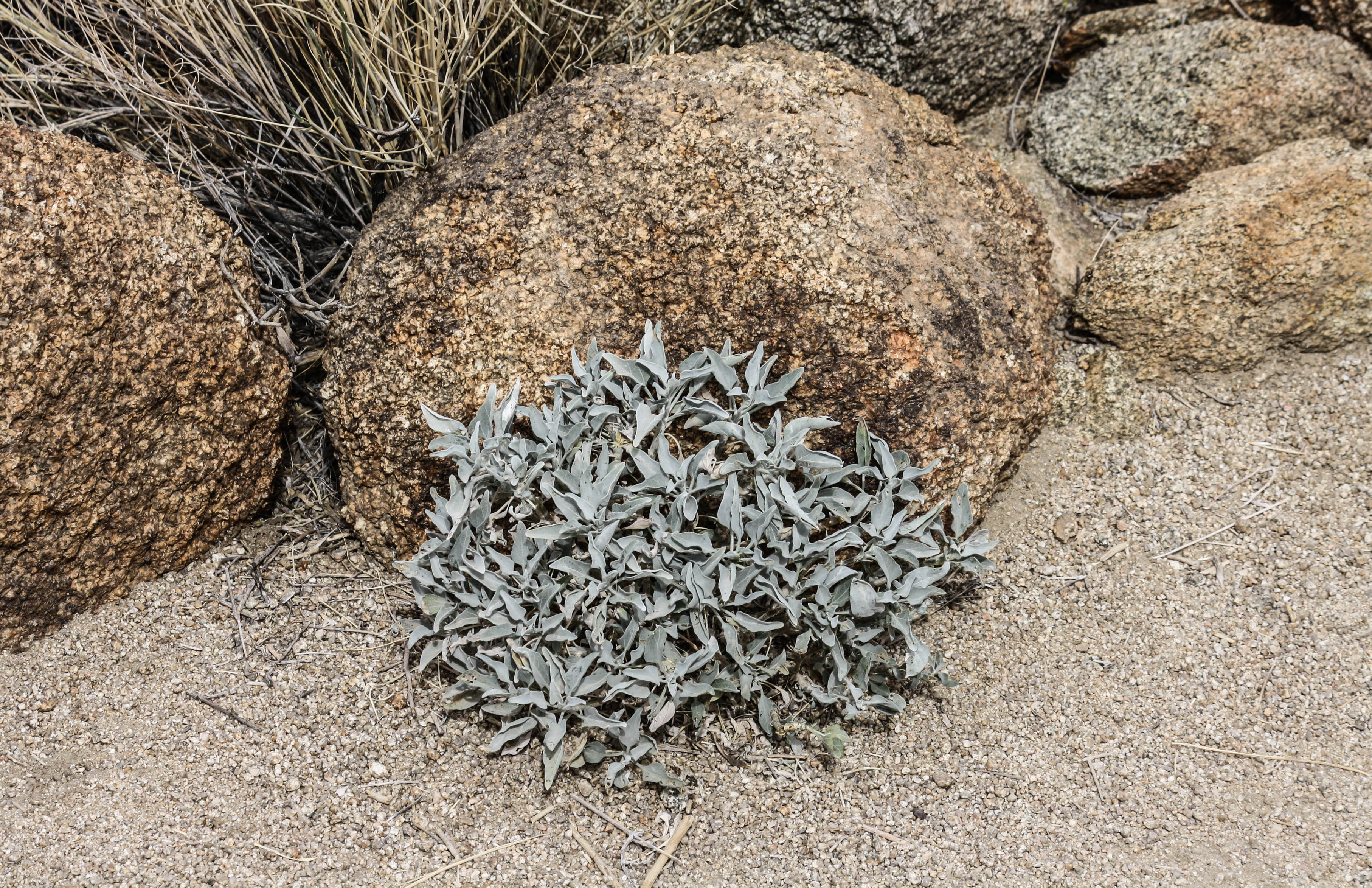
En su hábitat

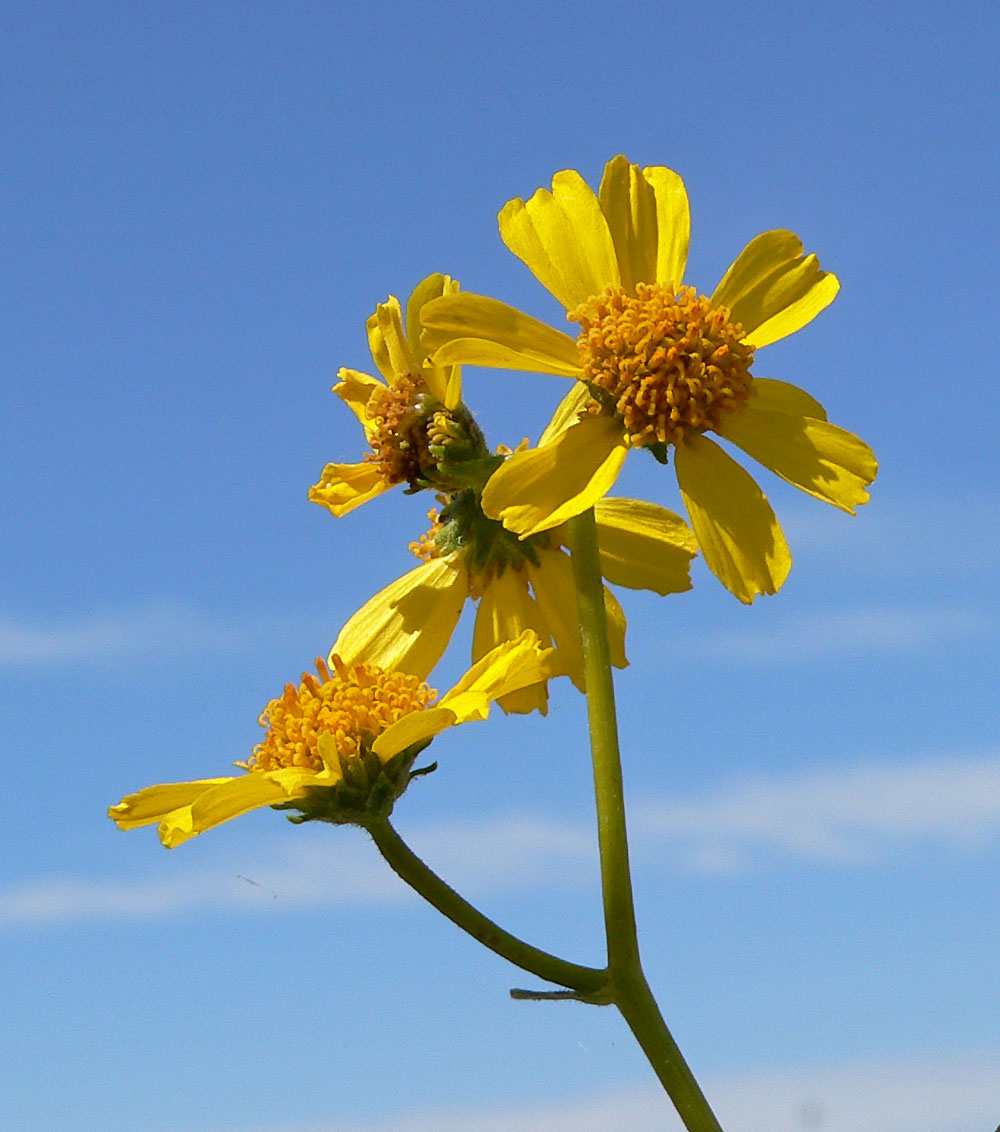
Inflorescencia

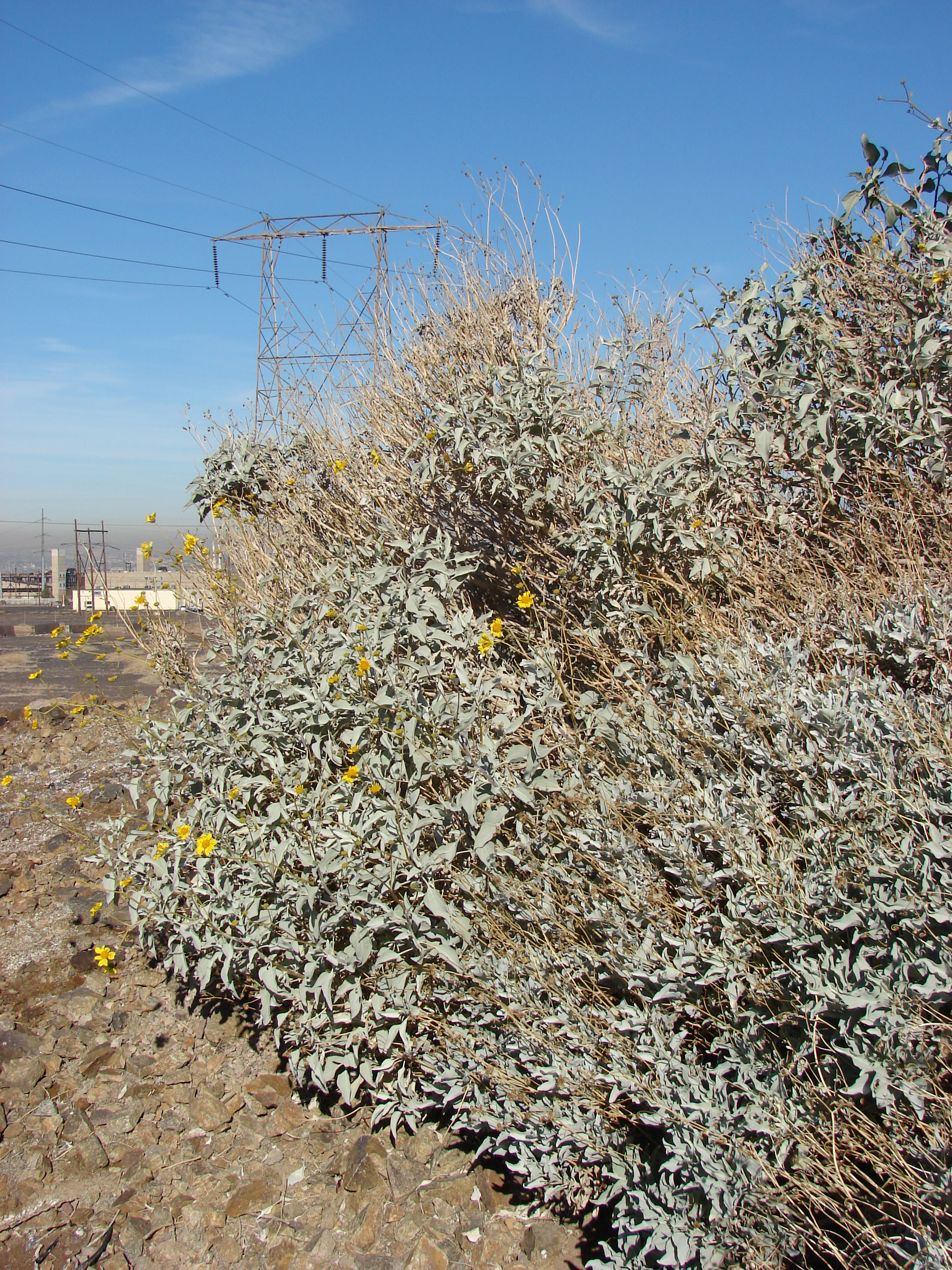
Vista de la planta

## Caracteres
Encelia farinosa tiene hasta 1 m de altura, con hojas aromáticas de 3-8 cm de largo, ovadas a deltoideas, y con tomento plateado, de ahí el nombre espécifico de farinosa. El capítulo tiene 3-3,5 cm de diámetro. En plena floración llena de color el paisaje con sus matas grisáceas redondeadas terminadas en amarillo. Es la única especie con capítulos florales en varias ramas de tallos desnudos. Otras especies tienen un único capítulo en un tallo desnudo sin ramas.

## Hábitat
Encelia farinosa  puede encontrarse en una gran variedad de hábitats desde secas laderas pedregosas hasta abiertas cuencas arenosas por debajo de 1000 m s. n. m.

## Distribución
Nativa del suroeste de los Estados Unidos y del noroeste de México.

## Taxonomía
Encelia farinosa fue descrita por Torr. & A.Gray y publicado en Notes of a Military Reconnoissance 143. 1848.
Etimología
Encelia: nombre genérico otorgado en honor de Christoph Entzelt (1517-1583), naturalista alemán, un clérigo luterano que latinizó su nombre a Encelius y publicó un libro llamado De Re Metallica Archivado el 3 de mayo de 2016 en Wayback Machine. en 1551 acerca de la mineralogía y la metalurgia, y también escribió acerca de los usos medicinales de partes de animales y plantas.
farinosa: epíteto latíno que significa "harinosa"
Variedades
- Encelia farinosa var. farinosa Gray ex Torr.
- Encelia farinosa var. phenicodonta (Blake) I.M.Johnst.
- Encelia farinosa var. radians Brandeg. ex Blake

Sinonimia
- Encelia farinosa var. farinosa A.Gray ex Torr.
- Encelia farinosa var. phenicodonta (S.F.Blake) I.M.Johnst.
- Encelia farinosa f. phenicodonta S.F.Blake
- Encelia farinosa var. radians (Brandegee) Brandegee ex S.F.Blake
- Encelia radians Brandegee[4]